# Borek (Głogów)
Borek (deutsch Borkau) ist ein Dorf in der Landgemeinde Głogów im Powiat Głogowski der Woiwodschaft Niederschlesien in Polen.

## Geografie
Borek liegt drei Kilometer östlich von Głogów (Glogau). Umliegende Ortschaften sind Wojszyn (Woischau) im Norden, Białołęka (Weißholz) im Osten, Przedmoście (Priedemost) im Süden, Bytnik (Beuthnig) im Südosten, der zu Głogów gehörende Stadtbezirk Krzepów im Westen sowie Zabornia (Sabor) im Nordwesten.
Durch Borek verläuft die Droga wojewódzka 330 von Głogów (Glogau) nach Luboszyce (Herrnlauersitz).

## Geschichte

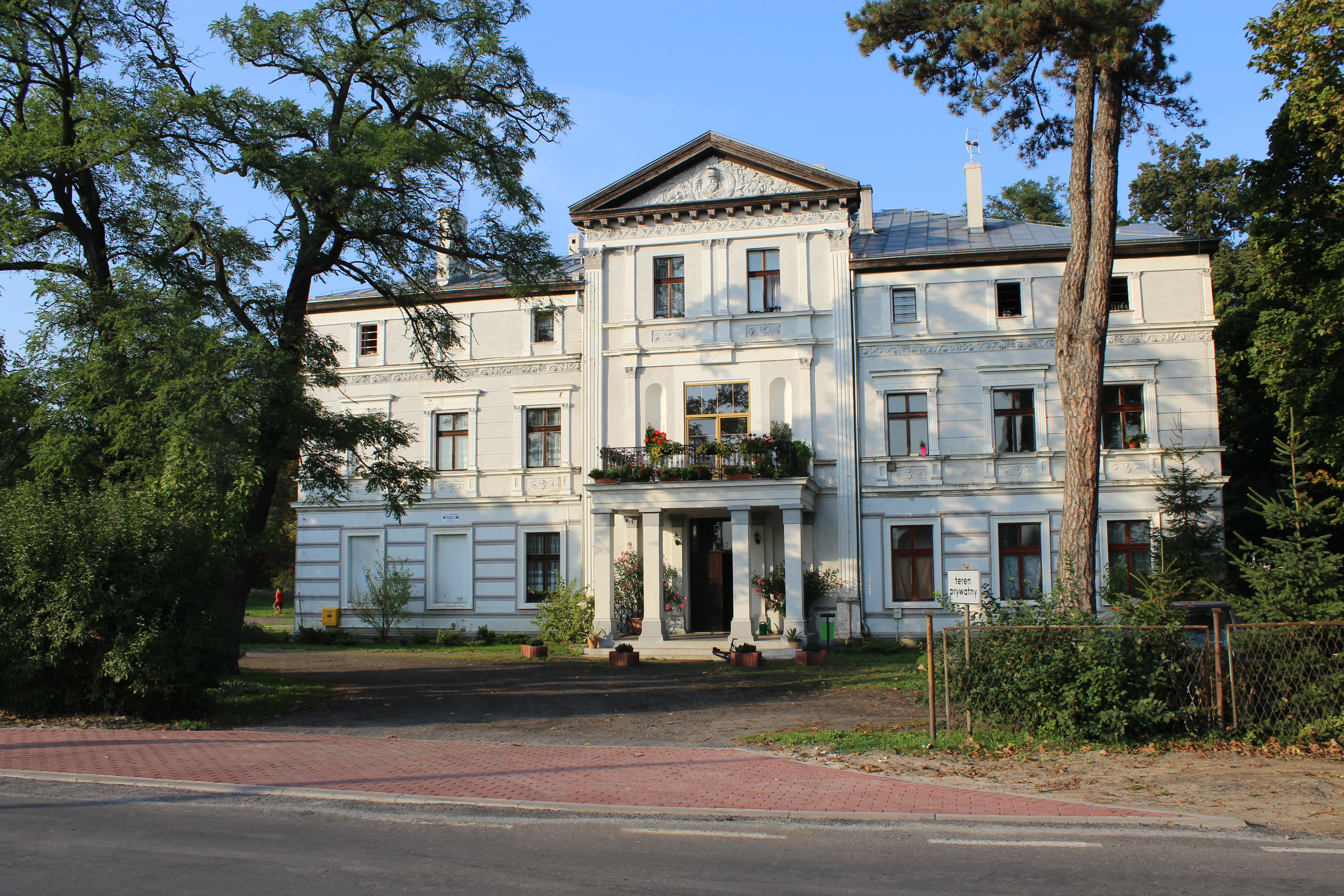
Schloss Borkau

Borek, das zum Herzogtum Glogau gehörte, wurde erstmals im Jahr 1298 urkundlich erwähnt. 1766 gehörte es der Gräfin Constantine von Kayserling. Danach ging das Dorf in den Besitz des damaligen königlichen Beraters und nach dessen Tod im Jahr 1826 an den preußischen Gesandten August von Liebermann. Im Jahr 1850 wurde der Ort von der Familie von Lehfeldt gekauft, die bis zum Ende des Zweiten Weltkrieges im Besitz des Dorfes war.
Nach dem Ersten Schlesischen Krieg fiel Borkau mit dem größten Teil Schlesiens 1742 ans Preußen. Ab 1816 gehörte es zum Landkreis Glogau, mit dem es bis 1945 verbunden blieb. Bis 1945 bildete der Ort zusammen mit dem Nachbarort Sabor die Landgemeinde Borkau-Sabor.
Als Folge des Zweiten Weltkriegs fiel Borkau 1945 an Polen. Nachfolgend wurde es in Borek umbenannt. Von 1975 bis 1998 gehörte Borek zur Woiwodschaft Legnica, nach deren Auflösung in Folge einer Gebietsreform wurde es der Woiwodschaft Niederschlesien eingegliedert.
Bürgermeisterin von Borek ist Mariola Serdeń, im Gemeinderat der Gmina Głogów wird der Ort von Jarosław Gniewosz vertreten.

## Sehenswürdigkeiten
- Das Schloss Borkau wurde um die Jahrhundertwende vom 17. zum  18. Jahrhundert errichtet. 1880 wurde es im Stil des Eklektizismus umgebaut.
- Der zugehörige Schlosspark mit einem Brunnen wurde Anfang des 19. Jahrhunderts angelegt.[2]

## Nachweise
1. ↑  GUS 2011: Ludność w miejscowościach statystycznych według ekonomicznych grup wieku (polnisch), 31. März 2011, abgerufen am 6. Juli 2017
2. 1 2  Borek. In: ugglogow.com.pl. Abgerufen am 28. April 2017.
3. ↑  Borek in der Datenbank des Vereins für Computergenealogie. Abgerufen am 28. April 2017.